# Кубок СРСР з футболу 1953
Кубок СРСР з футболу 1953 — 14-й розіграш кубкового футбольного турніру в СРСР. Володарем Кубка вдруге стало московське «Динамо».

## Перший раунд
| Команда 1                    | Рахунок  | Команда 2                     |
| ---------------------------- | -------- | ----------------------------- |
| Динамо (Петрозаводськ)       | [ 1 ]    | Динамо (Єреван)               |
| Динамо (Кишинів)             | [ 2 ]    | Динамо (Мінськ)               |
| Динамо (Фрунзе)              | [ 3 ]    | Червоний Прапор (Іваново)     |
| Спартак (Ташкент)            | 1 – 0    | Спартак (Тбілісі)             |
| Зеніт (Калінінград)          | 0 – 1    | Торпедо (Сталінград)          |
| Торпедо (Владимир)           | 0 – 1 дч | Динамо (Алма-Ата)             |
| Торпедо (Кіровоград)         | 1 – 2    | Авангард (Свердловськ)        |
| Сарканайс металургс (Лієпая) | 3 – 0    | Команда м. Молотова           |
| Динамо (Кутаїсі)             | 1 – 0    | Торпедо (Горький)             |
| Динамо (Чимкент)             | 1 – 4    | Металург (Запоріжжя)          |
| Спартак (Ашхабад)            | 4 – 1    | Металург (Одеса)              |
| Динамо (Таллінн)             | 1 – 2    | Хімік (Москва)                |
| Динамо-2 (Ленінград)         | 3 – 1    | Калев (Таллінн)               |
| Нафтовик (Баку)              | 4 – 2    | Червона зірка (Петрозаводськ) |
| Хімік (Кіровакан)            | 1 – 0    | Спартак (Калінін)             |
| Динамо (Сталінабад)          | 1 – 3    | Авангард (Челябінськ)         |

## Другий раунд
| Команда 1              | Рахунок | Команда 2                    |
| ---------------------- | ------- | ---------------------------- |
| Торпедо (Сталінград)   | [ 5 ]   | Динамо (Фрунзе)              |
| Гірник (Ленінабад)     | [ 6 ]   | Авангард (Свердловськ)       |
| Динамо (Петрозаводськ) | [ 7 ]   | Авангард (Челябінськ)        |
| Спартак (Мінськ)       | 1 – 2   | Іскра (Фрунзе)               |
| Ліма (Каунас)          | 0 – 4   | Металург (Дніпропетровськ)   |
| Локомотив (Мари)       | 0 – 9   | Шахтар (Сталіне)             |
| Динамо (Баку)          | 2 – 5   | Торпедо (Ростов-на-Дону)     |
| Хімік (Чирчик)         | 0 – 3   | Даугава (Рига)               |
| Буревісник (Кишинів)   | 3 – 0   | Динамо-2 (Ленінград)         |
| Спартак (Ашхабад)      | 2 – 1   | Сарканайс металургс (Лієпая) |
| Металург (Запоріжжя)   | 8 – 3   | Хімік (Кіровакан)            |
| Спартак (Ташкент)      | 4 – 2   | Динамо (Кутаїсі)             |
| Динамо (Кишинів)       | 0 – 1   | Динамо (Алма-Ата)            |
| Нафтовик (Баку)        | 4 – 1   | Хімік (Москва)               |

## Третій раунд
| Команда 1                  | Рахунок | Команда 2                |
| -------------------------- | ------- | ------------------------ |
| Шахтар (Сталіне)           | [ 10 ]  | Авангард (Челябінськ)    |
| Металург (Дніпропетровськ) | 1 – 0   | Торпедо (Ростов-на-Дону) |
| Іскра (Фрунзе)             | 0 – 3   | Даугава (Рига)           |
| Буревісник (Кишинів)       | 0 – 1   | Динамо (Алма-Ата)        |
| Спартак (Ашхабад)          | 1 – 0   | Спартак (Ташкент)        |
| Металург (Запоріжжя)       | 4 – 1   | Торпедо (Сталінград)     |
| Гірник (Ленінабад)         | 8 – 4   | Нафтовик (Баку)          |

## Четвертий раунд
| Команда 1            | Рахунок | Команда 2                  |
| -------------------- | ------- | -------------------------- |
| Шахтар (Сталіне)     | 1 – 0   | Динамо-2 (Москва)          |
| Даугава (Рига)       | 5 – 1   | Металург (Дніпропетровськ) |
| Металург (Запоріжжя) | 6 – 2   | Спартак (Ашхабад)          |
| Динамо (Алма-Ата)    | 6 – 2   | Гірник (Ленінабад)         |

## 1/8 фіналу
| Команда 1          | Рахунок | Команда 2            |
| ------------------ | ------- | -------------------- |
| Торпедо (Москва)   | 3 – 1   | Зеніт (Ленінград)    |
| Локомотив (Москва) | 1 – 0   | Локомотив (Харків)   |
| Спартак (Москва)   | 5 – 0   | Металург (Запоріжжя) |
| Динамо (Тбілісі)   | 4 – 0   | Динамо (Київ)        |
| Динамо (Москва)    | 3 – 0   | Динамо (Ленінград)   |
| Даугава (Рига)     | 1 – 0   | Спартак (Вільнюс)    |
| Шахтар (Сталіне)   | 2 – 0   | Динамо (Алма-Ата)    |

## 1/4 фіналу
| Команда 1          | Рахунок  | Команда 2        |
| ------------------ | -------- | ---------------- |
| Торпедо (Москва)   | 0 – 1    | Зеніт (Куйбишев) |
| Динамо (Москва)    | 1 – 0    | Динамо (Тбілісі) |
| Шахтар (Сталіне)   | 2 – 1    | Даугава (Рига)   |
| Локомотив (Москва) | 1 – 0 дч | Спартак (Москва) |

## Півфінали
| Команда 1          | Рахунок | Команда 2        |
| ------------------ | ------- | ---------------- |
| Динамо (Москва)    | 1 – 0   | Шахтар (Сталіне) |
| Локомотив (Москва) | 0 – 2   | Зеніт (Куйбишев) |

## Фінал
| 10 жовтня 1953 |

| «Динамо» М   | 1 – 0 | «Зеніт» Кб |
| ------------ | ----- | ---------- |
| Сальников 7' | Звіт  |            |

| «Динамо» (Москва) Глядачів: 65 000 Арбітр: Нестор Чхатарашвілі (Тбілісі) |